# Universidad de Santo Tomás (Filipinas)
La Pontificia y Real Universidad de Santo Tomás, Universidad Católica de Filipinas o simplemente Universidad de Santo Tomás, es una universidad privada católica propiedad de la Orden de los Dominicos situada en Manila (Filipinas).
Actualmente, en términos de población estudiantil, es la universidad católica más grande del mundo. Fue fundada el 28 de abril de 1611 por el arzobispo español Miguel de Benavides. Posee los estatutos de fundación más antiguos de toda las Filipinas. Es una de las universidades más antiguas de Asia.
Está compuesta de numerosas facultades, colegios, escuelas e Institutos, cada una ofrece títulos de grado y postgrado así como unidades básicas de educación. Varios títulos están acreditados por el Departamento de Educación de Filipinas como Centros de Desarrollo y Centros de Excelencia.
El campus está situado en el distrito de Sampaloc en Manila en una parcela de unos 220.000 metros cuadrados, el campus actual se estableció en 1927 cuando el primer campus en el distrito de Intramuros se quedó pequeño para la creciente población universitaria. La universidad está en proceso de ampliación con la construcción de nuevos campus en Santa Rosa, en General Santos y en el exterior, en Negombo (Sri Lanka).
Muchos personajes ilustres de la historia de Filipinas han pasado por las aulas de esta universidad, entre los que se puede destacar santos, presidentes de Filipinas, héroes nacionales y figuras religiosas.

## Historia
El dominico español Miguel de Benavides, tercer arzobispo de Manila, fue el fundador de la universidad. Llegó a las Filipinas con la primera misión dominica en 1587. Llegó a ser obispo de Nueva Segovia hasta que, posteriormente, fue nombrado arzobispo de Manila en 1601. Al morir Benavides en julio de 1605, donó su biblioteca así como todas sus posesiones personales para ser usadas como embrión de esta institución de enseñanza superior. Fray Bernardo de Santa Catalina llevó a cabo el deseo de Benavides y fue capaz de conseguir un edificio cerca de la iglesia y del convento dominico en Intramuros para el colegio.
En 1609, se solicitó al rey Felipe III permiso para abrir el centro, pero no fue hasta 1611 cuando el permiso finalmente llegó. El 28 de abril de 1611 el notario Juan Illian atestiguó la firma del acta de fundación por los dominicos Baltasar Fort, Bernardo Navarro y Francisco Minado, designado aquel año como Padre Provincial, también Primer Rector del Colegio.
El Colegio de Nuestra Señora del Santísimo Rosario se estableció el 28 de abril de 1611 gracias a la biblioteca del difunto Miguel de Benavides. Posteriormente cambió su nombre a Colegio de Santo Tomás y el papa Inocencio X elevó su rango a universidad el 20 de noviembre de 1645 mediante la bula In Supreminenti. Esto convirtió a la universidad en la segunda real y pontificia universidad de las Filipinas, después de la Universidad de San Ignacio que fue fundada en 1590 aunque cerró en 1770 debido a la expulsión de la Sociedad de Jesús en Filipinas.
Su nombre completo es Pontificia y Real Universidad de Santo Tomás, Universidad Católica de Filipinas. El título de "Real" fue otorgado por el rey español Carlos III,  el 7 de marzo de 1785; "Pontificia" por el papa León XIII el 17 de septiembre de 1902 en su constitución Quae Mari Sinico, y el apelativo "La Universidad Católica de Filipinas" por el papa Pío XII el 27 de abril de 1947.
Inicialmente la universidad estaba situada en la ciudad amurallada de Intramuros en Manila. Fue levantada por el arzobispo de Manila en el siglo XVII como un seminario para jóvenes aspirantes al sacerdocio, tomando su nombre de Santo Tomás de Aquino, el gran  teólogo dominico. Los primeros cursos que impartió el Colegio de Santo Tomás fueron los de derecho canónico, teología, filosofía, lógica, gramática, artes, y código civil. En 1871 comenzó a ofertar cursos de medicina y farmacia, la primera en el Asia colonizada.
A principios del siglo XX, con la creciente población estudiantil, los padres dominicos compraron tierras en el distrito de Sampaloc en Manila y comenzaron la construcción del nuevo campus de 220 000 m². En 1927 con la inauguración del edificio principal (que fue el primer edificio con protección contra terremotos de Filipinas) se dio por abierto el nuevo campus. Ese mismo año se aceptó el ingreso de mujeres. En los cuatro siglos precedentes, la universidad se convirtió poco a poco en una importante institución de enseñanza superior, ofreciendo estudios en derecho, medicina y farmacia entre otros. En la universidad se han graduado héroes nacionales filipinos, presidentes e incluso santos.
Desde su fundación, la actividad académica solo ha sido suspendida en dos ocasiones, entre 1898 y 1899 durante la revolución filipina en contra del control español y desde 1942 a 1945 durante la ocupación japonesa de Manila, en la Segunda Guerra Mundial. Durante este periodo los japoneses convirtieron el campus en un campo de concentración de civiles, extranjeros y prisioneros de guerra. Algunos de los más brutales crímenes de guerra cometidos durante la guerra se produjeron en Santo Tomás. Antonio Riestra del Moral, Delegado Nacional del Servicio Exterior español hace llegar al rectorado de esta Universidad de Santo Tomás en Manila un texto del SEU felicitándole por la entrada de tropas americanas "liberando a ese pueblo del dominio de una potencia asiática".
En reconocimiento de la importancia de la institución, una gran cantidad de dignatarios extranjeros han visitado oficialmente la universidad, durante las tres últimas décadas: el papa Pablo VI el 28 de noviembre de 1970; el rey Juan Carlos I de España en 1974 y 1995; la madre Teresa de Calcuta en enero de 1977 y de nuevo en noviembre de 1984; el papa Juan Pablo II el 18 de febrero de 1981 y el 13 de enero de 1995 (como parte de las Jornadas Mundiales de la Juventud de 1995)
A día de hoy la universidad cuenta con aproximadamente 38 000 estudiantes. De 50 000 solicitudes de ingreso la universidad admite cada año solamente a 10 000 nuevos alumnos, lo que supone el 20 %.

## Sello de la Universidad
El sello de la Universidad de Santo Tomás es un escudo cuartelado por la Cruz de los Dominicos. Sobrepuesta sobre la cruz se encuentra el sol de Santo Tomás de Aquino, patrón de las escuelas católicas, y del que la universidad recibe su nombre.
Rodeando la cruz se encuentra:
- En el cuadrante superior izquierdo, la tiara papal, indicador de que la UST es una universidad pontificia.
- En el superior derecho se muestra un león proveniente del escudo de España, indicador del patronazgo real durante la mayor parte de la existencia de la universidad.
- El inferior izquierdo está ocupado por un león tomado del escudo de la ciudad de Manila, la capital de país, simbolizando la República de Filipinas.
- La rosa situada en el cuadrante inferior derecho simboliza a la Virgen María bajo cuyo patronazgo fue fundada la universidad en sus inicios.

Los símbolos se muestran en color oro (excepto la cruz dominica que es de color blanco y negro), y el fondo en color azul claro, el color mariano.

## Campus

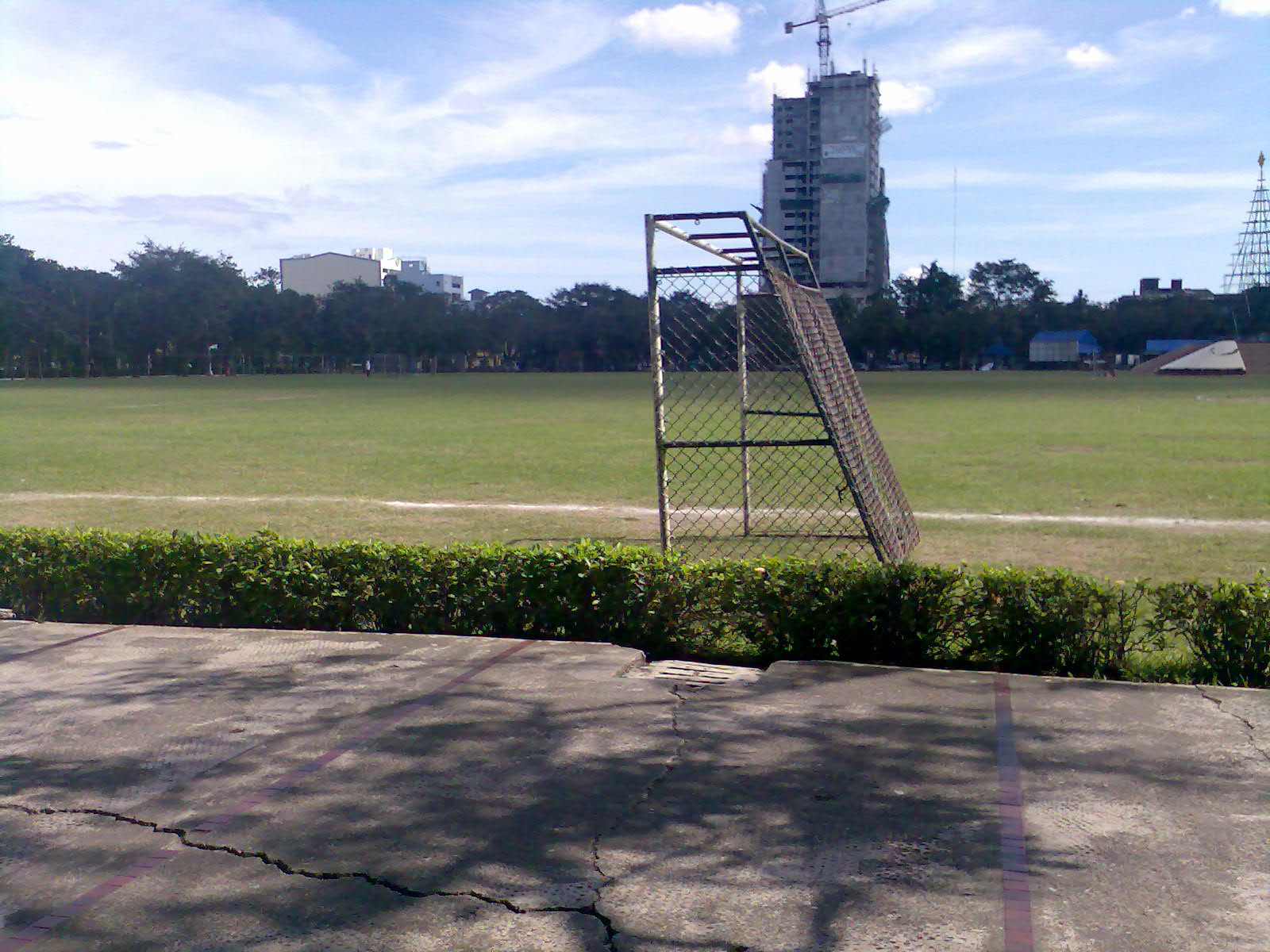
Imagen del campus en 2006

El campus principal de la universidad se encuentra en la ciudad de Manila ocupando una extensión de 220 000 m².
Con motivo del cuarto centenario de la fundación de la universidad, se prevé que para 2011 se inauguran cuatro nuevos campus. Dichos campus son Santa Rosa (Filipinas), con una extensión de 440 000 m², General Santos con 800 000 m² y Negombo en Sri Lanka con 50 000 m² de campus.

## Escuadrilla Elcano
Eduardo González-Gallarza con los capitanes Joaquín Loriga Taboada y Rafael Martínez Esteve formó la Escuadrilla Elcano que realizó el vuelo entre Madrid y Manila el 5 de abril de 1926. La escuadrilla estaba formada por tres aviones Breguet 19 y recorrieron en 39 días los 17 500 kilómetros que separan las dos ciudades. Fueron recibidos como héroes por la población y las autoridades filipinas. La Universidad Católica de Santo Tomás les concedió el título de "ingeniero honoris causa".

## Alumnos
Entre otros, pasaron por sus aulas José Rizal, héroe nacional filipino, así como los presidentes de la República Manuel L. Quezon, Sergio Osmeña, José P. Laurel y Diosdado Macapagal. En el siglo XX destacaron políticos y personajes del mundo de la cultura, como Brillante Mendoza. En el área de las artes, destacan los músicos Champ Lui Pio y Roll Martínez, integrantes de la banda de rock alternativo Hale.